# 斯洛伐克國家男子手球隊
斯洛伐克國家男子手球隊是斯洛伐克的國家男子手球隊，由斯洛伐克手球聯盟（SZH）管理。斯洛伐克首次參加世界手球錦標賽是在2009年克羅地亞世錦賽上。之後斯洛伐克還參加了2011年世錦賽。斯洛伐克共參加了三次歐洲手球錦標賽，分別是2006年、2008年和2012年歐洲手球錦標賽。